# Speicherbecken Geeste
Het Speicherbecken Geeste (Geester See, Speichersee Geeste) aan de B 70 bij Geeste tussen Lingen (Ems) en Meppen in de Duitse deelstaat Nedersaksen werd in de jaren 80 van de twintigste eeuw als koelwaterbekken voor de twaalf kilometer verwijderde kerncentrale van Lingen aangelegd. Het is tegenwoordig ook een toeristisch gebied met omvangrijke watersportmogelijkheden zoals baden, windsurfen, zeilen, duiken enzovoort.

## Het meer
Het kunstmatige meer, dat niet ver ten zuidoosten  van het dorp  Geeste ligt, is ongeveer twee kilometer lang en op het breedste punt 1,3 kilometer breed. Het meer ligt 15 meter hoger dan het omliggende gebied en er zijn slechts weinig bomen en daarom zijn er nauwelijks beschuttingen voor de wind en daarmee zijn er goede zeil- en surfmogelijkheden.
Het Speicherbecken, waaronder ook de kerncentrale, is voor 87,5% eigendom van de Duitse energiemaatschappij RWE; E.ON is voor de overige 12,5% deelnemer. Het wateroppervlakte bedraagt volgens informatie van de RWE 230 hectare; Maar er wordt soms ook een oppervlakte van 150 of 180 hectare aangegeven. Het benodigde water wordt van de Ems via het Dortmund-Eemskanaal afgenomen en vervolgens teruggeleid. De ringdam is een stuwdam gemaakt van steengruis.
Als het water van de Ems niet voldoende is voor het normale gebruik dat de kerncentrale nodig heeft, kan men ook gedeeltelijk of volledig water uit het Speicherbecken halen. De door het waterreservoir beschikbaar gestelde waterhoeveelheid dient slechts tot behoud van de normale operationele prestatie. De voor de afvoer van restwarmte benodigde waterhoeveelheid kan altijd uit de natuurlijke afvloeiing van de Eems gehaald worden. Deze waterhoeveelheid staat ook nog ter beschikking bij het falen van de stuw: de Hanekenfähr vlak bij Lingen. Het waterniveau daalt bij deze onttrekking circa 7 centimeter per dag.

## Vrijetijdsmogelijkheden
- 850 m lang strand met ligweide
- Halfpipe voor inline skaters
- Kinderspeelplaats
- Beachvolleybalveld
- Restaurant op de dam
- Culturele evenementen van bovenregionale betekenis (zoals het Drachenfest)
- Ongeveer 15 km lange bestrate wandelpaden rondom het meer, waarvan 5,8 km op de dam, die geschikt zijn voor:
- fietstoertochten
- Inline skaten
- Wandelen
- Kamperen
- Duiken

## Vakantiewoningen, Vakantiemogelijkheden
In het jaar 2006 werd naast het meer met de bouw van vakantiewoningen begonnen: het Emspark Auenwald. Daar werden verder de clubgebouwen van de bijbehorende duikclubs, een kiosk/café en een fietsverhuurbedrijf gebouwd.
De eerste vakantiewoningen kunnen sinds eind 2006 bewoond worden.

## Sportverenigingen
- Zeilclub Speichersee Emsland e.V. met een Boot Dock met 190 ligplaatsen en een clubhuis op de dam.
- Windsurfclub Emsland e.V. met clubhuis op de andere kant van het meer: der Geester Bucht (de Geester baai).
- Duikclub Hydra Lingen e.V. met club home in het Emspark-Auenwald. Het gebruikscontract ligt uitsluitend bij de duikclub Hydra Lingen e.V. (TCH).

## Wetland
Aan de Geester See ligt een 50 hectare groot wetland, het Biotop am Speicherbecken Geeste, met zeldzame dieren- en plantensoorten. Het werd als ecologische compenserende maatregel voor het graven van het meer: het waterreservoir aangelegd. Het is voor bezoekers niet toegankelijk, maar er is een uitkijktoren met verrekijker, waarmee het wetland bekeken kan worden.